# Liga dos Campeões da OFC
A Liga dos Campeões da OFC (em inglês: OFC Men's Champions League, abreviada como O-League) é a principal competição de clubes de futebol masculino na Oceânia. Ela é organizada pela Confederação de Futebol da Oceania (OFC), o órgão responsável pelo futebol na região. Iniciada como Campeonato de Clubes da Oceania (1987–2006), passou a ser organizada em 2007 no formato atual. O campeão tem o direito de participar da Copa Intercontinental da FIFA.[carece de fontes?]
Os primeiros quatro títulos do Campeonato de Clubes foram conquistados por clubes australianos. Desde 2006, quando a Austrália deixou a OFC, 15 títulos da Liga dos Campeões foram vencidos por clubes da Nova Zelândia, um por um clube da Papua-Nova Guiné e outro por um clube da Nova Caledônia.[carece de fontes?]
Os troféus para os vencedores do torneio são produzidos pela Thomas Lyte, uma empresa de ourivesaria sediada em Londres.

## História

### Campeonato de Clubes da Oceania
O Campeonato de Clubes da Oceania era disputado em uma ou duas sedes, dentro de um único país anfitrião. O torneio consistia em duas ou três chaves jogando no formato de turno único, seguidas por semifinais e final. A competição geralmente durava cerca de 10 dias, com jogos realizados a cada dois dias.
Inicialmente, o torneio era um confronto direto entre os campeões da Nova Zelândia e da Austrália. A primeira edição ocorreu em 1987, com o Adelaide City vencendo a temporada inaugural. Após um intervalo de 12 anos, a OFC organizou um novo torneio em janeiro de 1999, denominado Copa de Clubes da Oceania, realizado nas cidades de Nadi e Lautoka, em Fiji. Nove times participaram, e o South Melbourne, da Austrália, conquistou o troféu, garantindo vaga para o Campeonato Mundial de Clubes da FIFA no ano seguinte.
Em 2001, o campeonato foi novamente realizado, e outra equipe australiana, o Wollongong Wolves, venceu ao derrotar o Tafea, representante de Vanuatu, na final. Outras duas edições ocorreram sob esse formato, com vitórias do Sydney FC e do Auckland City. A partir de 2007, a OFC decidiu reformular o torneio, renomeando-o como Liga dos Campeões da OFC.

### Liga dos Campeões da OFC

#### 2007–2014
Com o novo formato, a competição se tornou mais atrativa para os clubes participantes. Nos dois primeiros anos, o torneio contou com dois grupos de três equipes, e a partir da terceira edição, os grupos foram ampliados para quatro times cada. Os vencedores de cada grupo avançavam à final, disputada em partidas de ida e volta. Diferente do formato anterior, a Liga dos Campeões da OFC passou a durar mais de seis meses, começando em outubro e terminando em abril do ano seguinte, com o campeão garantindo vaga na Copa do Mundo de Clubes da FIFA.
Na temporada 2012–13, foi introduzida uma fase preliminar com os campeões das quatro ligas mais fracas competindo por uma vaga nos playoffs. Além disso, o torneio principal incluiu semifinais e a final em sede neutra. Em 2013, a primeira final em jogo único foi disputada em Auckland, marcando o primeiro confronto final entre dois times do mesmo país, com o Auckland City vencendo o Waitakere United e conquistando seu quinto título.
Na temporada 2013–14, o formato foi novamente alterado, com a fase de grupos realizada em uma sede pré-definida e as semifinais e final em jogos de ida e volta. Fiji foi o país anfitrião. Além disso, o estágio preliminar passou a ser realizado seis meses antes da fase de grupos, com o vencedor entrando na competição principal.
Em 2014, ambos os finalistas participaram da Copa dos Presidentes da OFC, um torneio organizado pela OFC. No entanto, a Copa dos Presidentes foi realizada apenas uma vez, sendo vencida pelo Auckland City.

#### 2014–Presente
Em 2014–15, o torneio foi patrocinado pela Fiji Airways e renomeado como Fiji Airways OFC Champions League. Em 2017, o formato foi ampliado para incluir 16 equipes na fase de grupos, e a competição passou a ocorrer dentro de um único ano. Cada grupo era sediado por um dos times participantes, permitindo maior inclusão de clubes e países. Os vencedores dos grupos avançavam às semifinais, realizadas em sistema de ida e volta.
Em 2018, foi adicionada uma fase de quartas de final, com os dois melhores times de cada grupo se classificando para o mata-mata. A final de 2019, disputada entre Hienghène Sport e AS Magenta, ambos da Nova Caledônia, foi histórica, marcando a primeira vez em que nenhum time da Nova Zelândia estava presente na decisão.
As edições de 2020 e 2021 foram canceladas devido à pandemia de COVID-19, resultando na ausência de campeões nesses anos. Em 2022, o torneio foi retomado com um formato modificado para minimizar viagens, incluindo uma fase de qualificação e playoffs nacionais. O Auckland City conquistou seu décimo título ao vencer o Vénus por 3–0 na final.
Em 2023, o Auckland City ampliou seu recorde ao conquistar o décimo primeiro título, derrotando o Suva FC de Fiji na final. A edição de 2024 foi vencida novamente pelo Auckland City, ao derrotar o Pirae por 4–0 na final, ocorrida no Taiti, na Polinésia Francesa.

## Qualificação
Atualmente, a Liga dos Campeões da OFC adota um formato de qualificação que leva 8 equipes à fase de grupos. Nesta etapa, as equipes são divididas em dois grupos, onde se enfrentam em turno único, e as duas melhores colocadas de cada grupo avançam para a fase eliminatória.
O formato de qualificação atual prevê que as equipes classificadas das associações desenvolvidas disputem jogos de ida e volta, conhecidos como "play-offs nacionais". Já os times das associações em desenvolvimento competem entre si em um formato de todos contra todos em um local centralizado, onde a equipe com a melhor pontuação se qualifica para a fase de grupos.

### Vagas por federação
O número de vagas disponíveis para cada federação é definido com base nos critérios de desenvolvimento estabelecidos pela OFC. Associações consideradas desenvolvidas, como Fiji, Nova Caledônia, Nova Zelândia, Papua-Nova Guiné, Ilhas Salomão, Taiti e Vanuatu, têm direito a 2 vagas. Por outro lado, associações consideradas em desenvolvimento, como Samoa Americana, Ilhas Cook, Samoa e Tonga, recebem apenas 1 vaga cada
As vagas são divididas da seguinte maneira:
| Vagas | País             | Classificação                                                                                               |
| ----- | ---------------- | --- |
| 2     | Fiji             | Campeão do Campeonato Fijiano de Futebol (1) Vice-campeão do Campeonato Fijiano de Futebol (1)              |
| 2     | Nova Zelândia    | Campeão da Campeonato Neozelandês de Futebol (1) Vice-campeão do Campeonato Neozelandês de Futebol          |
| 2     | Taiti            | Campeão do Campeonato Taitiano de Futebol (1) Campeão da Fase regular do Campeonato Taitiano de Futebol (1) |
| 2     | Vanuatu          | Campeão do Campeonato Vanuatuense de Futebol (1) Vice-campeão do Campeonato Vanuatuense de Futebol (1)      |
| 2     | Nova Caledônia   | Campeão do Campeonato Neocaledônio de Futebol (1) Vice Campeão do Campeonato Neocaledônio de Futebol        |
| 2     | Papua-Nova Guiné | Campeão do Campeonato Papuásio de Futebol (1) Vice Campeão do Campeonato Papuásio de Futebol                |
| 2     | Ilhas Salomão    | Campeão do Campeonato Salomonense de Futebol (1) Vice Campeão do Campeonato Salomonense de Futebol          |
| 1     | Samoa Americana  | Campeão do Campeonato Nacional de Samoa Americana (1)                                                       |
| 1     | Ilhas Cook       | Campeão do Campeonato Nacional de Futebol das Ilhas Cook (1)                                                |
| 1     | Samoa            | Campeão do Campeonato Samoano de Futebol (1)                                                                |
| 1     | Tonga            | Campeão do Campeonato Tonganês de Futebol (1)                                                               |

## Transmissão
A partir da temporada de 2024, todos os jogos da Liga dos Campeões da OFC serão transmitidos ao vivo no FIFA+.

## Títulos

### Título por clube
Desempenho no Campeonato de Clubes da Oceania e na Liga dos Campeões da OFC por clube:
| Clube             | Título(s) | Vice(s) | Ano do(s) título(s)                                                                             | Ano do(s) vice(s)    |
| ----------------- | --------- | ------- | ----------------------------------------------------------------------------------------------- | -------------------- |
| Auckland City     | 13        | 0       | 2006, 2008–09, 2010–11, 2011–12, 2012–13, 2013–14, 2014–15, 2016, 2017, 2022, 2023, 2024 e 2025 | —                    |
| Waitakere United  | 2         | 2       | 2007 e 2007–08                                                                                  | 2009–10 e 2012–13    |
| Team Wellington   | 1         | 3       | 2018                                                                                            | 2014–15, 2016 e 2017 |
| Hekari United     | 1         | 1       | 2009–10                                                                                         | 2025                 |
| Adelaide City     | 1         | 0       | 1987                                                                                            | —                    |
| South Melbourne   | 1         | 0       | 1999                                                                                            | —                    |
| Wollongong Wolves | 1         | 0       | 2000–01                                                                                         | —                    |
| Sydney FC         | 1         | 0       | 2004–05                                                                                         | —                    |
| Hienghène Sport   | 1         | 0       | 2019                                                                                            | —                    |
| Amicale           | 0         | 2       | —                                                                                               | 2010–11 e 2013–14    |
| Magenta           | 0         | 2       | —                                                                                               | 2004–05 e 2019       |
| Pirae             | 0         | 2       | —                                                                                               | 2006 e 2024          |
| Mount Wellington  | 0         | 1       | —                                                                                               | 1987                 |
| Nadi              | 0         | 1       | —                                                                                               | 1999                 |
| Tafea             | 0         | 1       | —                                                                                               | 2000–01              |
| Ba                | 0         | 1       | —                                                                                               | 2007                 |
| Kossa             | 0         | 1       | —                                                                                               | 2007–08              |
| Koloale           | 0         | 1       | —                                                                                               | 2008–09              |
| Tefana            | 0         | 1       | —                                                                                               | 2011–12              |
| Lautoka           | 0         | 1       | —                                                                                               | 2018                 |
| Vénus             | 0         | 1       | —                                                                                               | 2022                 |
| Suva              | 0         | 1       | —                                                                                               | 2023                 |

### Título por país
| País               | Título(s) | Clubes campeões                                                               | Vice(s) | Clubes vices                                                     |
| ------------------ | --------- | ----------------------------------------------------------------------------- | ------- | ---------------------------------------------------------------- |
| Nova Zelândia      | 16        | Auckland City (13), Waitakere United (2) e Team Wellington (1)                | 6       | Team Wellington (3), Waitakere United (2) e Mount Wellington (1) |
| Austrália          | 4         | Adelaide City (1), South Melbourne (1), Wollongong Wolves (1) e Sydney FC (1) | 0       | —                                                                |
| Nova Caledônia     | 1         | Hienghène Sport (1)                                                           | 2       | Magenta (2)                                                      |
| Papua-Nova Guiné   | 1         | Hekari United (1)                                                             | 1       | Hekari United (1)                                                |
| Polinésia Francesa | 0         | —                                                                             | 4       | Pirae (2), Tefana (1) e Vénus (1)                                |
| Fiji               | 0         | —                                                                             | 4       | Nadi (1), Ba (1), Lautoka (1) e Suva (1)                         |
| Vanuatu            | 0         | —                                                                             | 3       | Amicale (2) e Tafea (1)                                          |
| Ilhas Salomão      | 0         | —                                                                             | 2       | Kossa (1) e Koloale (1)                                          |

## Recordes

### Gols
Atualizado em: 21 de janeiro de 2025.[carece de fontes?]
| P. | Jogador          | Gols | Jogos | Clube(s)                                                                                         |
| -- | ---------------- | ---- | ----- | ------------------------------------------------------------------------------------------------ |
| 1  | Benjamin Totori  | 28   | 57    | Waitakere United (8), Manawatu United (7), Koloale (6), Lautoka (5), Western United (1) e Ba (1) |
| 2  | Emiliano Tade    | 27   | 39    | Auckland City (27)                                                                               |
| 3  | Ryan De Vries    | 21   | 61    | Auckland City (15) e Waitakere United (6)                                                        |
| 4  | João Moreira     | 19   | 21    | Auckland City (19)                                                                               |
| 5  | Ross Allen       | 18   | 12    | Team Wellington (18)                                                                             |
| 6  | Micah Lea'alafa  | 18   | 29    | Auckland City (13) e Solomon Warriors (5)                                                        |
| 7  | Keryn Jordan     | 17   | 17    | Auckland City (17)                                                                               |
| 8  | Roy Krishna      | 17   | 27    | Waitakere United (17)                                                                            |
| 9  | Daniel Koprivcic | 17   | 43    | Auckland City (13) e Waitakere United (4)                                                        |
| 10 | Teaonui Tehau    | 16   | 23    | Vénus (10), Dragon (5) e Pirae (1)                                                               |

### Jogos
Atualizado em: 21 de janeiro de 2025.[carece de fontes?]
| P. | Jogador          | Jogos | Clube(s) |
| -- | ---------------- | ----- | --- |
| 1  | Ryan De Vries    | 61    | Auckland City (36) e Waitakere United (25)                                                                                             |
| 2  | Benjamin Totori  | 57    | Waitakere United (20), Koloale (12), Lautoka (11), Western United (6), Manawatu United (5) e Ba (3)                                    |
| 3  | James Pritchett  | 50    | Auckland City (50) |
| 4  | Malakai Tiwa     | 47    | Ba (37), Nokia United (5) e Hekari United (5)                                                                                          |
| 5  | Joses Nawo       | 46    | Koloale (15), Amicale (7), Henderson Eels (7), Western United (6), Tafea (3), Hekari United (3), Nalkutan (2), Kossa (2) e Lautoka (1) |
| 5  | Ángel Berlanga   | 46    | Auckland City (46) |
| 5  | Koriag Upaiga    | 46    | Hekari United (38) e Marist (8) |
| 8  | Allan Pearce     | 44    | Waitakere United (44) |
| 8  | Jone Vesikula    | 44    | Ba (34) e Lautoka (10) |
| 10 | Daniel Koprivcic | 43    | Auckland City (28) e Waitakere United (15)                                                                                             |
| 10 | Ivan Vicelich    | 43    | Auckland City (43) |

### Classificação de todos os tempos
Atualizado em: 21 de janeiro de 2025.[carece de fontes?]
| Clube             | Pontos | Jogos | Vitórias | Empates | Derrotas | Saldo de Gols |
| ----------------- | ------ | ----- | -------- | ------- | -------- | ------------- |
| Auckland City     | 263    | 110   | 81       | 20      | 9        | +244          |
| Waitakere United  | 87     | 48    | 25       | 12      | 11       | +42           |
| Magenta           | 85     | 50    | 25       | 10      | 15       | +47           |
| Hekari United     | 79     | 53    | 23       | 10      | 20       | +16           |
| Ba                | 73     | 50    | 22       | 7       | 21       | -9            |
| Team Wellington   | 68     | 30    | 21       | 5       | 4        | +75           |
| Pirae             | 53     | 32    | 16       | 5       | 11       | +27           |
| Tupapa Maraerenga | 51     | 33    | 16       | 3       | 14       | +12           |
| Amicale           | 51     | 35    | 15       | 6       | 14       | +7            |
| Solomon Warriors  | 40     | 34    | 11       | 7       | 16       | -8            |

## Maiores goleadas
| Data                    | Mandante           | Placar | Visitante          | Local                               |
| ----------------------- | ------------------ | ------ | ------------------ | ----------------------------------- |
| 22 de setembro de 1999  | Central United     | 16 - 0 | Lotohaʻapai United | Churchill Park, Lautoka             |
| 9 de janeiro de 2001    | Lotohaʻapai United | 0 - 16 | Wollongong Wolves  | Lloyd Robson Oval, Port Moresby     |
| 27 de fevereiro de 2019 | Tupapa Maraerenga  | 0 - 15 | Auckland City      | Estádio Lawson Tama, Honiara        |
| 22 de setembro de 1999  | Vénus              | 14 - 1 | Kiwi               | Churchill Park, Lautoka             |
| 20 de setembro de 1999  | Nadi               | 13 - 0 | Kiwi               | Prince Charles Park, Nadi           |
| 26 de fevereiro de 2019 | Kiwi               | 0 - 13 | Team Wellington    | Korman Stadium, Port Vila           |
| 28 de janeiro de 2018   | Pago Youth         | 1 - 13 | Lupe o le Soaga    | Pago Park Soccer Stadium, Pago Pago |
| 20 de setembro de 1999  | Malaita Eagles     | 14 - 2 | Konica Machine     | Churchill Park, Lautoka             |
| 18 de março de 2017     | Auckland City      | 11 - 0 | Malampa Revivors   | Mangere Centre Park, Auckland       |
| 7 de abril de 2018      | Team Wellington    | 11 - 0 | Toti City Dwellers | David Farrington Park, Wellington   |
| 13 de abril de 2013     | Auckland City      | 12 - 2 | Mont-Dore          | Kiwitea Street, Auckland            |
| 17 de outubro de 2013   | Pago Youth         | 1 - 11 | Tupapa Maraerenga  | Pago Park Soccer Stadium, Pago Pago |
| 22 de setembro de 1999  | South Melbourne    | 10 - 0 | Konica Machine     | Churchill Park, Lautoka             |
| 18 de setembro de 1999  | Tafea              | 10 - 0 | Lotohaʻapai United | Churchill Park, Lautoka             |
| 13 de janeiro de 2001   | Laugu United       | 0 - 10 | Wollongong Wolves  | Lloyd Robson Oval, Port Moresby     |
| 29 de outubro de 2011   | Waitakere United   | 10 - 0 | Tefana             | Fred Taylor Park, Auckland          |